# Merosargus gracilis
Merosargus gracilis är en tvåvingeart som beskrevs av Samuel Wendell Williston  1888. Merosargus gracilis ingår i släktet Merosargus och familjen vapenflugor. Inga underarter finns listade i Catalogue of Life.